# Cinderella (Lied)
Cinderella ist ein Lied der österreichischen Pop-Rock-Band Erste Allgemeine Verunsicherung (EAV) aus dem Jahr 1994.

## Entstehung und Veröffentlichung
Geschrieben und produziert wurde das Lied gemeinsam von den EAV-Mitgliedern Klaus Eberhartinger und Thomas Spitzer. Bei der Produktion wurden die beiden von David Bronner unterstützt.
Die Erstveröffentlichung von Cinderella erfolgte am 18. November 1994 bei EMI Music,  als Teil des neunten EAV-Studioalbums Nie wieder Kunst (wie immer …) (Katalognummer: 8315112). Am 25. September 1995 erschien das Lied als Singleauskopplung aus dem Album. Sie erschien als CD-Maxi-Single mit Liveversionen zu Cinderella und Hip Hop Medley als B-Seiten (Katalognummer: 8630402). Auf dem schwarz gestalteten Frontcover der Single ist – neben Künstlernamen und Liedtitel in einer Sprechblase – Eberhartinger singend mit einer Trompete in der Hand und einer Trommel vor seinem Genitalbereich zu sehen.
Um das Lied zu bewerben, trat die Band unter anderem am 27. Oktober 1995 bei Confetti TiVi auf. Am 29. Oktober 1995 interpretierte die Band das Lied in der ZDF-Sendung Musik liegt in der Luft. Am 4. November 1995 erfolgte ein Auftritt in der ARD-Sendung Kinderquatsch mit Michael.

## Inhalt
Der Text erzählt auf satirische Art und Weise die Geschichte vom Aschenputtel, das im Liedtext als schönes Mädchen namens Cinderella beschrieben wird. In einer Bar trifft sie einen betrunkenen Prinzen, der ihr Geld für neue Schuhe gibt, dafür allerdings sexuelle Gefälligkeiten einfordert. Sie spricht ihn auf die Hochzeit an, daraufhin heißt es: „Märchen gehen ei der Daus in Wahrheit anders aus.“ Anders als im Märchen der Brüder Grimm gibt es kein Happy End. Der Prinz entgegnet ihr: „Marsch nach Hause hopp und zack! Ab in Deinen Kohlenkeller. Morgen ist ein harter Tag!“

## Trivia
Spitzer schrieb für den deutschen Komiker Mike Krüger den Text zum Lied Aschenbrödel, Aschenknödel. Der Refrain ebendessen lautet ebenfalls „Cinderella“. Abgesehen vom Thema „Aschenputtel“ handelt es sich jedoch um ein gänzlich anderes Lied.